# Тополя (Казімерський повіт)
Тополя (пол. Topola) — село в Польщі, у гміні Скальбмеж Казімерського повіту Свентокшиського воєводства.
Населення — 984 особи (2011).
У 1975-1998 роках село належало до Келецького воєводства.

## Демографія
Демографічна структура на день 31 березня 2011 року:
|          | Загалом | Допрацездатний вік | Працездатний вік | Постпрацездатний вік |
| -------- | ------- | ------------------ | ---------------- | -------------------- |
| Чоловіки | 470     | 79                 | 339              | 52                   |
| Жінки    | 514     | 112                | 283              | 119                  |
| Разом    | 984     | 191                | 622              | 171                  |